# Bill Nicholls
Bill Nicholls (3 de junio de 1993) es un futbolista vanuatuense que juega como mediocampista en el Magenta.

## Carrera
Debutó jugando para el Tafea. Entre 2013 y 2014 estuvo en el Magenta neocaledonio, pero regresó al club vanuatuense. En 2016 regresó al Magenta.

### Clubes
| Club                | País            | Año             |
| ------------------- | --------------- | --------------- |
| Tafea Football Club | Vanuatu         | 2012 - 2013     |
| AS Magenta          | Nueva Caledonia | 2013 - 2014     |
| Tafea Football Club | Vanuatu         | 2014 - 2015     |
| AS Magenta          | Nueva Caledonia | 2016 - Presente |

### Selección nacional
Fue convocado para representar a Vanuatu en la Copa de las Naciones de la OFC 2016.